# Кеннан, Маи
Маи Кеннан (род. 21 октября 1936 года в Маскаре) — франко-алжирский футболист. В 1961 году сыграл два матча за сборную Франции, а затем, после обретения независимости его родной страной, выступал за Алжир, провёл три матча. Выступал под своим именем (на форме) — Маи.

## Биография
Маи играл на позиции нападающего. Во Франции большую часть карьеры провёл в «Ренне». В 1958 году вместе с клубом поднялся в высшую лигу. В 1961 году был признан лучшим футболистом Франции. Является третьим бомбардиром в истории «Ренна» (88 голов во всех турнирах). В 1967 году был в первом профессиональном составе «Лорьяна».
В 1961 году сыграл два матча за сборную Франции: против Бельгии (0:3) и Болгарии (0:1). А затем в 1962 году после обретения независимости Алжира сменил гражданство. 1 января 1964 года в матче за Алжир он забил гол в ворота ФРГ, чем помог своей команде победить 2:0.
Махи был играющим тренером «ГК Маскара», «Сен-Мало», «Корморанс де Пенмарш». Также тренировал «Оран». В сезоне 1979/80 он вернулся в «Маскару» и привёл клуб к шестому месту в чемпионате в первый год клуба в элите. Позже ещё два раза возглавлял «Маскару» в 1982 и 1989 годах. В 1984 году привёл клуб к чемпионству.
В настоящее время проживает в Ренне.